# ساقیا سایه ابرست و بهار و لب جوی
غزلی با مطلع «ساقیا سایهٔ ابرست و بهار و لب جوی»، غزل شمارهٔ ۴۸۵ از دیوانِ حافظ در تصحیحِ محمد قزوینی و قاسم غنی است.

## در دیگر آثار هنری
در نسخهٔ مصور موزهٔ ملی ایران (شمارهٔ ۹۲۱۰) به‌تاریخ شوال ۱۰۲۵ ه‍.ق/اکتبر ۱۶۱۶ م و به کتابت شاه قاسم نیز نگاره‌ای بر مبنای این غزل با عنوان بزم موجود است.